# 2024. július 1-i konzisztórium
A 2024. július 1-i konzisztóriumot Ferenc pápa hívta össze. Ezen a konzisztóriumon több boldog szenttéavatási határozatát hirdette ki és 3 diakónus-bíborost emelt presbiter-bíborossá, közülük 2 pápaválasztó (80 év alatti).

#### Szenttéavatási határozatok
- Emmanuel Ruiz López ferences és hét szerzetestársa, valamint a velük lévő három testvér: Ferenc, Abdel Muti és Rafael Masabki vértanúk
- Giuseppe Allamano, a Consolata Missziós Intézet alapítója
- Marie-Léonie Paradis, (világi nevén: Virginie Alodie) a Szent Család Kis Nővérei Kongregáció alapítója
- Elena Guerra, a „Szent Zita nővéreknek” nevezett Szentlélek Oblátái kongregáció alapítója
- Carlo Acutis világi hívő

#### Előléptetett bíborosok
| Nº                         | Ország                    | Név                    | Életkor                | Hivatal                                       |
| Pápaválasztó bíborosok     | Pápaválasztó bíborosok    | Pápaválasztó bíborosok | Pápaválasztó bíborosok | Pápaválasztó bíborosok                        |
| -------------------------- | ------------------------- | ---------------------- | ---------------------- | --------------------------------------------- |
| 1                          | Amerikai Egyesült Államok | James Michael Harvey   | 74                     | a Falakon-kívüli Szent Pál-bazilika főpapja   |
| 2                          | Németország               | Gerhard Ludwig Müller  | 76                     | a Hittani Kongregáció nyugalmazott prefektusa |
| Nem pápaválasztó bíborosok |                           |                        |                        |                                               |
| 3                          | Olaszország               | Lorenzo Baldisseri     | 83                     | a Püspöki Szinódus nyugalmazott főtitkára     |